# ريتشارد جاك
ريتشارد جاك، (بالإنجليزية: Richard Jacques)، ولد 2 أبريل 1973 في وارويك، إنجلترا، هو ملحن وموسيقي بريطاني  ومؤلف لموسيقى ألعاب فيديو.

## أعماله في ألعاب الفيديو
- ماس إفكت.
- ليتل بغ بلانت 2.
- سونيك ثري دي - نسخة سيجا ساترن وحاسوب شخصي.
- .James Bond 007: Blood Stone
- Alice in Wonderland - لعبة مقتبسة من فليم أليس في بلاد العجائب (فيلم 2010).
- .Fluidity

## وصلات خارجية
- ريتشارد جاك على موقع IMDb (الإنجليزية)
- ريتشارد جاك على موقع ميوزك برينز (الإنجليزية)
- ريتشارد جاك على موقع أول ميوزيك (الإنجليزية)
- ريتشارد جاك على موقع ديسكوغز (الإنجليزية)
- ريتشارد جاك على موقع قاعدة بيانات الفيلم (الإنجليزية)

- الموقع الرسمي.